# L'incidente (Lunari)
L'incidente è un'opera teatrale farsesca di Luigi Lunari del 1966.
Pubblicato da Book Time con il titolo L'incidente, Milano 2014.

## Trama
La procace moglie di un piccolo impiegato di banca, alla cerimonia di inaugurazione della nuova sede, perde inopinatamente le mutande. Per quanto prontamente superato, l'incidente provoca strane curiosità e segrete voglie tra quanti vi hanno assistito. Sullo spunto della celebre "Die Hose" di Carl Sternheim, la commedia sviluppa un intricato procedimento farsesco al cui centro vi sono la donna, innocente provocatrice, concupita da tutti, e il piccolo impiegato, disperatamente teso a far dimenticare al proprio direttore l'incidente che potrebbe avere nefasti effetti sulla sua carriera.

## Principali allestimenti
- Tournée in Italia nel 1986.  Regia di Luciano Salce, con Renzo Montagnani e Gianni Bonagura.
- Catania, Teatro della Città, 1999. Regia di Orazio Torrisi, con Tuccio Musumeci e Pippo Pattavina.
- Mantova, Teatrino di Palazzo d'Arco, 2015,  Regia di Maria Grazia Bettini, Diego Fusari e Adolfo Vaini
- San Pietroburgo, Dramaticeski Teatr im. Grafin Paninoi, 2015.  Regia Alexandr Sciagoiko

## Traduzioni
Tradotto in Francese, Russo, Rumeno, Albanese e in alcune lingue regionali italiane.

## Accoglienza della stampa e della critica
(Carlo Maria Pensa. "Gente", Milano, 1966)
(Carlo Terron, "La Notte", Milano, 1966)
(Renato Palazzi, "Il Corriere della Sera", Milano, 1985)
(Catania, Cronaca Oggi, 18 dicembre 2010)